# Hudson Lowe
Hudson Lowe (County Galway, 28 juli 1769 – Londen, 10 januari 1844) was een Brits generaal die diende als gouverneur van het eiland Sint-Helena ten tijde van de gevangenschap van Napoleon Bonaparte.

## Biografie
Hudson Lowe werd in 1769 geboren als zoon van een legerarts en hij werd kort voor zijn twaalfde verjaardag vaandrig in het regiment waar zijn vader diende. Tijdens de Franse revolutionaire en napoleontische oorlogen diende hij voornamelijk in het Middellandse Zeegebied en had hij deelgenomen aan de Britse invasie op Corsica (1793). Lowe voerde het bevel over een regiment Engelsgezinde Corsicanen en sprak daardoor zowel Frans als Italiaans.
In 1815 diende Lowe als stafchef van het Britse leger in de Zuidelijke Nederlanden. Een jaar later werd hij aangesteld als gouverneur van Sint-Helena, het eiland waar Napoleon Bonaparte reeds in ballingschap verbleef. Lowe voerde de richtlijnen die hij van minister Henry Bathurst had gekregen strikt uit. Hij reageerde afstandelijk op Napoleon en interpreteerde zijn instructies op strenge wijze. Lowe werd ook gevraagd om te bezuinigen op het huishouden dat Napoleon voerde, maar hij ving nul op zijn rekwest. Daardoor besloot hij om de bewegingsvrijheid van Napoleon aan banden te leggen.
Lowe stuurde in 1817 de arts O'Meara weg van het eiland omdat hij hem verdacht van spionage voor Napoleon. In de jaren die volgden verslechterde de gezondheid van de voormalige Franse keizer en overleed op 5 mei 1821. Naast zijn taak als gevagenisbewaker van Napoleon schafte Lowe op het eiland ook de slavernij af. Na de dood van Napoleon kon Lowe terugkeren naar Europa. Hij overleed verarmd in Londen in 1844.